# Diario di una schiappa - Si salvi chi può!
Diario di una schiappa - Si salvi chi può! (Diary of a Wimpy Kid: Cabin Fever) è il sesto libro della saga di libri umoristici Diario di una schiappa, scritta da Jeff Kinney. Il libro racconta il terzo anno di scuola media di Greg Heffley, un ragazzino che scrive tutte le sue disavventure su un diario. Il volume, come tutti gli altri della serie, è stato pubblicato dalla casa editrice Il Castoro, il 1º gennaio 2013. È stato originariamente pubblicato negli Stati Uniti il 15 novembre 2011.

## Trama
All'inizio del libro, Greg dice che per lui le vacanze invernali sono un disastro perché non riesce a controllarsi. "per me i giorni che vanno dalla Festa del Ringraziamento a natale sono un disastro" dice. sua mamma tiene un pupazzo vecchio e lo fa passare per "l'assistente di Babbo Natale, cosi ora Greg non può più fare niente di male.
Greg non ha nessuno da accudire, così comincia a giocare a Net Kritterz, un videogioco dove ti devi prendere cura di un cucciolo virtuale. però, per guadagnarsi dei gadget su Net Kritterz per il cucciolo, deve spalare i giardini innevati della gente. per fare in fretta usa gli irrigatori, cosa alquanto stupida, visto che la neve si trasforma in ghiaccio e non guadagna un bel niente. ma alla fine Greg non potrà più giocare a Net Kritterz, dato che il suo fratellino, Manny, lo ha bloccato, come ha fatto con la TV. 
Per fare pubblicità al Bazar delle Feste che ha organizzato con Rowley, il suo migliore amico, Greg attacca dei grossi cartelloni sul muro della scuola, che macchia quest'ultimo e Greg dovrà ripulire il danno. Poi Greg viene ricercato dalla Polizia. Greg si spaventa, ma inutilmente, perché la polizia non cerca lui, ma dei giocattoli per i poveri. Greg, poi, spazza via la neve che circondava la chiesa per vedere se qualcuno gli aveva portato dei soldi. nessuno glieli aveva portati, ma per aver spalato la neve via dalla chiesa, si scrive di lui sul giornale sotto forma di "benefattore anonimo. così si conclude il libro.